# Robatori

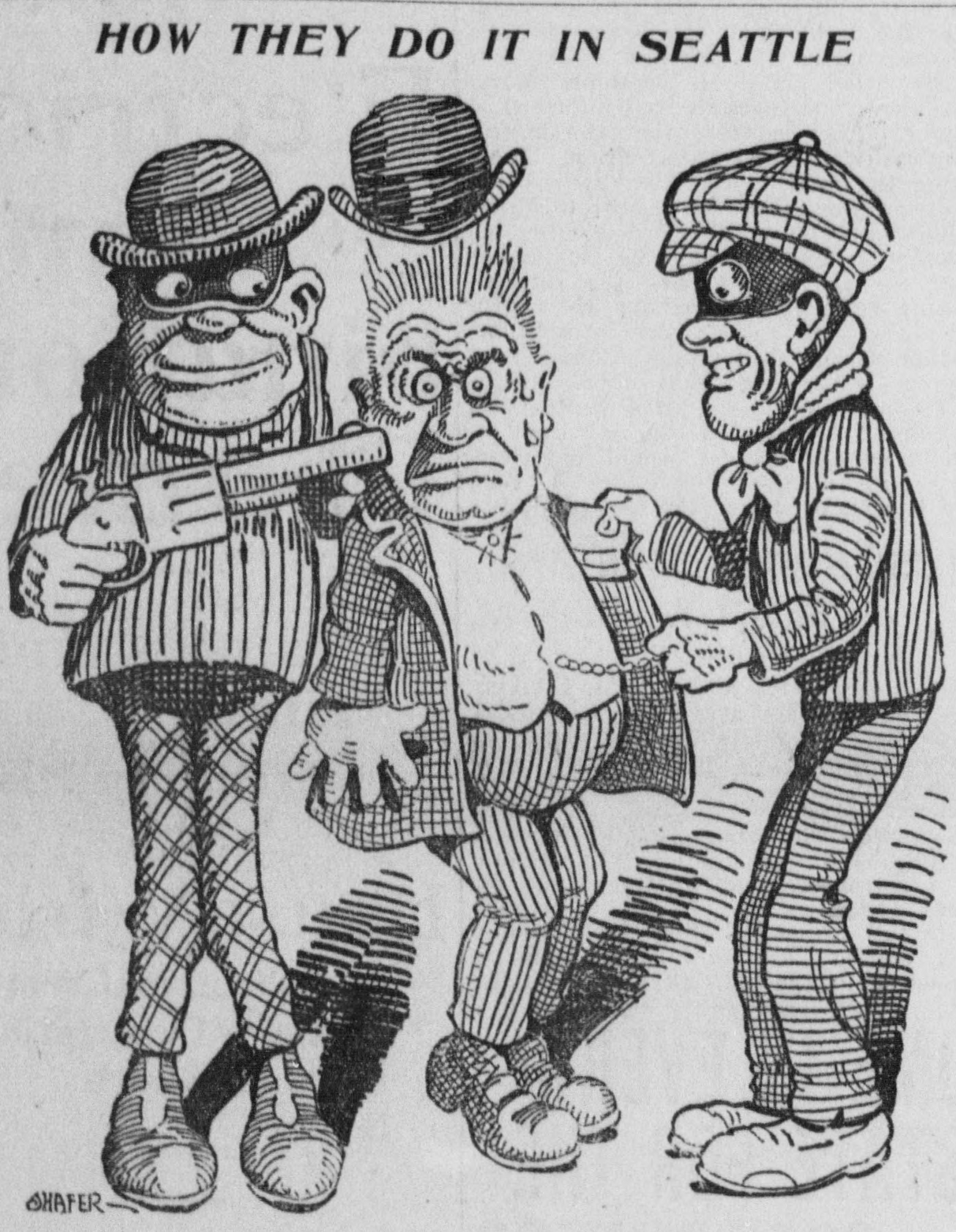
Lladres robant a mà armada (il·lustració de l'any 1904).

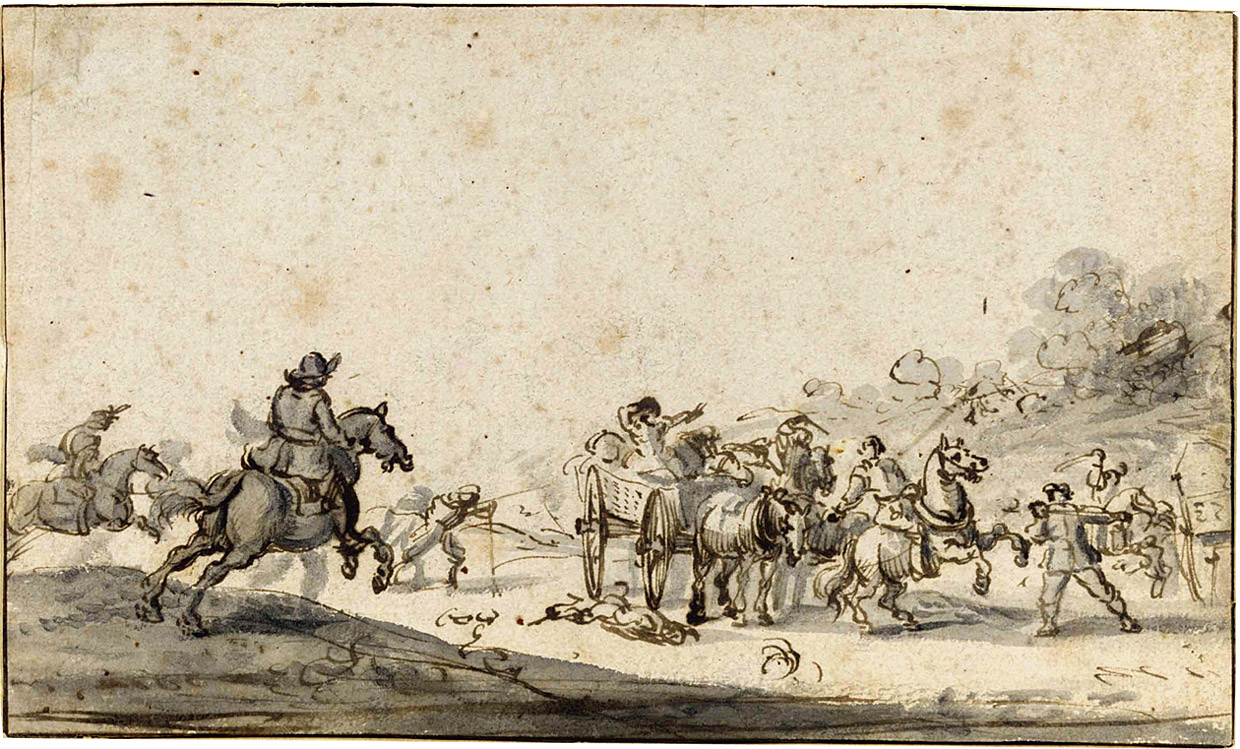
Bandolers atacant un grup de viatgers, de Jaques Courtois.

El robatori és un delicte contra el patrimoni, consistent en l'apropiació de béns aliens, amb intenció de lucrar-se'n, emprant-hi per a això força en les coses o bé violència o intimidació a la persona. Són precisament aquestes dues modalitats d'execució de la conducta les que la diferència del furt, que exigeix únicament l'acte d'apropiació.
La major perillositat del robatori, per l'ús d'aquesta força o intimidació, justifiquen que la pena sigui superior a la que s'estableix pel furt.
Dins del robatori hi ha dues modalitats diferents, una que es distingeix per l'ús de la força en les coses i l'altra per la violència o intimidació a les persones. El primer és aquell en què s'empra una força, una violència per a accedir al lloc on es troba la cosa. A vegades, també es defineixen com a robatori aquelles accions en les quals, tot i no mitjançar força o intimidació, existeix algun altre element que el distingeix del simple furt. Per exemple, és possible definir com a robatori aquell que es produeix mitjançant l'ús d'una clau falsa. Aquesta aplicació es fa per la similitud entre l'ús d'una clau falsa amb la força que es pot fer servir per a trencar aquesta barrera (la porta) que protegeix del robatori.
El robatori amb violència o intimidació a les persones és aquell caracteritzat perquè s'exerceix una força vis física o una intimidació vis compulsiva per a vèncer la resistència de l'amo o posseïdor de les coses a la seva entrega. La violència sobre les persones va des de la intimidació fins a la mort. Es poden considerar agreujants com l'ús d’armes o la comissió en cases habitades, edificis públics, etc.

## Història
Els robatoris han acompanyat la vida de les persones des de temps molt antics. L'Estela d'Hammurabi fa referència als lladres i les seves penes. Són ben coneguts, també, els antics lladres de tombes a Egipte.
Hi ha escriptors famosos autors de robatoris: François Villon i Karl May, entre d'altres.

### Fets puntuals

Robatori de Baker Street (1971).

- Teofrast , en la seva obra Caràcters, exemplifica la covardia mitjançant un passatger en un vaixell que té por dels promontoris confonent-los amb naus pirates.[11]
- A l'evangeli de Mateu hi ha una referència a una varietat de robatoris nocturns.[12]

| «                | En aquell temps, Jesús digué als seus deixebles: «Vigileu, doncs, perquè no sabeu quin dia el vostre Senyor vindrà. Però sapigueu això, que si l’amo de la casa sabés a quina hora el lladre havia de venir, certament vigilaria i no deixaria foradar la seva casa. Per això, també vosaltres estigueu preparats, perquè a l’hora que no us penseu, el Fill de l’home vindrà. | » |
| — Mateu 24,42-51 | |   |

- La paràbola del bon samarità (Lc 10:25-37) està basada en un robatori executat per lladres de camins.[13]
- A la Crucifixió de Jesús l’acompanyaren dos lladres. Un a la dreta i l’altre a l’esquerra.[14]
- Toc de queda. Antigament anomenat el «seny del lladre».[15][16]
- 1530. Sentència a mort de Bartomeu Guitart pel robatori del palau del duc de Gandia.[17]
- 1611. Indult amb condicions de Perot lo lladre.[18]
- 1626. Obra sobre el furt i el robatori.[19]
- 1911. Robatori de La Gioconda.[20]
- 1971. El robatori de Baker Street ("Baker Street robbery").[21][22]

## El robatori a les arts
El robatori, els lladres, els bandolers, els pirates, els carteristes,...etc han estat representats en la literatura i el cinema.

### Literatura

#### Novel·les
- Roodwook. Obra que tracta de Dick Turpin, famós lladre de camins, i de la seva egua Black Bess.[23]

#### Contes
- Alí Babà i els quaranta lladres
  - 1710. Antoine Galland.[24]
- 1905. L'Arrestation d'Arsène Lupin.[25]

#### Teatre
- 1882. Ali-Baba, ou Les Quarante Voleurs.[26]

### Cinema
A continuació segueix una llista aleatòria i incompleta, confegida sense cap criteri de selecció.
- 1922. Robin Hood (1922).[27]
- 1924. El lladre de Bagdad (pel·lícula de 1924)[28]
- 1948. El lladre de bicicletes.[29]
- 1954. Alí Babà i els quaranta lladres (pel·lícula).[30]
- 1955. El quintet de la mort.[31]
- 1956. Atracament perfecte.[32]
- 1958. I soliti ignoti[33]
- 1963. Assalt al tren postal Glasgow-Londres.[34]
- 1968. Las Vegas, 500 millones.[35]
- 1969. Un treball a Itàlia.[36]
- 1969. Butch Cassidy and the Sundance Kid
- 1978. El gran robatori del tren.[37]
- 2001. L'últim cop.[38]
- 2001. The Score.[39]
- 2008. The Bank Job.[40]